# Saint-Ferme
Saint-Ferme település Franciaországban, Gironde megyében. Lakosainak száma 338 fő (2022. január 1.). Saint-Ferme Auriolles, Coutures, Cazaugitat, Dieulivol, Pellegrue, Le Puy és Rimons községekkel határos.

## Népesség
A település népessége az elmúlt években az alábbi módon változott:
| Lakosok száma | 505  | 382  | 369  | 353  | 359  | 357  | 349  | 340  | 340  | 338  |
|               | 1968 | 1982 | 1990 | 2006 | 2013 | 2015 | 2017 | 2019 | 2020 | 2022 |